# Sergestos
Sergestos (de vegades en català, també Sergest) va ser un general troià company d'Eneas, citat per Virgili a l'Eneida.
Comandant d'una nau troiana, se separà de la flota d'Eneas per una tempesta, però es van retrobar a Cartago. Durant els Jocs Fúnebres en honor d'Anquises manava la nau Centaure. Va participar en l'assalt final contra Turn.
Virgili el fa el fundador de la Gens Sèrgia, una gens patrícia molt influent a Roma.